# Spårlöst – Norge
Spårlöst – Norge (norska: Sporløs) är en norsk dokumentärserie som gick på TV2 Norge mellan 2010 och 2014. I programmet letar programledaren tillsammans med den sökande efter försvunna släktingar. Första säsongen leddes av Sturla Berg-Johansen och Øyvind Fjeldheim. Inför andra säsongen blev Silje Stang programledare.

## Säsonger

### Säsong 1
1. Cato – hittade sin avlidne far familj i USA
2. Veronica – hittade sina morföräldrar i Tyskland och hennes far i Paraguay
3. Kristine – hittade sin okända far Norge
4. Linn Hege – hittade sina två bröder i Sverige
5. Mette – hittade sin far på Teneriffa
6. Solvår – hittade sin syster i Norge

### Säsong 2
Den här säsongen tog Silje Stang över som programledare. Säsongstart var 25 januari 2011.
1. Tommy hittade sin far i Tyskland
2. Vibeke hittade tre bröder i England
3. Lisbeth hittade sin mor i Guatemala
4. Thiago hittade sin familj i Brasilien
5. Ida hittade sin mor i Sri Lanka
6. Sigrun och Ragna Kristin hittade sin far och morfar i Danmark

### Säsong 3
Säsongstart var 13 september 2011.
1. Fernando hittade sina tre bröder i Ecuador
2. Aline hittade sin mor och två systrar i Brasilien
3. Karen  hittade sin far i England
4. Ana Rosa hittade sina föräldrar i Costa Rica
5. Alicia hittade sin far i Gran Canaria
6. Teresa hittade sin farmor och sju syskon i Chile

### Säsong 4
Säsongstart var 23 oktober 2012.
1. Ann Cathrin och Linn hittade sin far i Israel
2. Karen, Grettel och Johanna hittade sina föräldrar och syskon i Costa Rica
3. Line Victoria hittade sina två halvsyster i Finland
4. Christopher hittade sin far i USA
5. Ragnhild hittade sin far i England
6. Christian hittade sin far i Colombia

### Säsong 5
Säsongstart var 11 november 2014.
1. Mina hittade sin far i Sydkorea
2. Mariah hittade sin mor i Argentina
3. Dag hittade sin syster i Tyskland
4. Susanne hittade sin halvbror i Filippinerna
5. Harald letar efter sin biologiska far i Brasilien.
6. Peter letar efter sin biologiska far i Tyskland.
7. Benedicte letar efter sin biologiska far på Nya Zeeland.